# Bourasso
Bourasso est une commune rurale et le chef-lieu du département de Bourasso dans la province de la Kossi de la région de la Boucle du Mouhoun au Burkina Faso.

## Géographie
La commune est traversée par la route nationale 14.

## Santé et éducation
La commune accueille un centre de santé et de promotion sociale (CSPS).